# Xijiang-Eisenbahnbrücke
Die Xijiang-Eisenbahnbrücke führt die Schnellfahrstrecke Nanning-Guangzhou über den Xi Jiang bei der Stadt Zhaoqing, Provinz Guangdong, China. Sie steht in der Sangrong-Schlucht einige Kilometer oberhalb der Stadt, wo sie den Eisenbahntunnel der einen Seite mit dem Tunnel auf der anderen Seite verbindet. Ihr Bau wurde 2009 begonnen; die Strecke wurde 2014 eröffnet.
Sie gehört zu den fünfzehn größten Bogenbrücken der Welt.
Sie ist nicht zu verwechseln mit der Fachwerkkonstruktion der kombinierten Straßen- und Eisenbahnbrücke unmittelbar in Zhaoqing.

## Beschreibung
Die Schnellfahrstrecke dient sowohl dem Personen- als auch Frachtverkehr und wird mit bis zu 250 km/h befahren.
Die 618 m lange, zweigleisige stählerne Bogenbrücke überquert den Fluss mit einem großen, leuchtend rot gestrichenen Bogen mit einer Stützweite von 450 m, in dem der Fahrbahnträger aufgehängt ist. Der Bogen hat ein Pfeilverhältnis von 4. Die beiden Bogenrippen sind mit 4,8° gegenüber der Vertikalen zueinander geneigt. Sie haben an den Widerlagern einen seitlichen Achsabstand von 34 m, der am Scheitel nur noch 15,7 m beträgt.
Die vier Widerlager sind jeweils 26,6 m lang, 12,0 m breit und 23,4 m tief. 
Die beiden Bogenrippen bestehen aus einem stählernen, 4,0 m breiten Hohlkasten, dessen Höhe sich von 15,0 m an den Widerlagern auf 8,0 m im Bogenscheitel verjüngt. Sie sind oberhalb des Fahrbahnträgers durch 12 ebenfalls als Hohlkästen ausgeführte Querbalken und unter ihm durch je 3 K-Traversen verbunden und versteift.
Der Fahrbahnträger besteht aus zwei parallelen, 3,0 m hohen und 2,0 m breiten stählernen Hohlkästen mit verschiedenen Querverbindungen in Form von Hohlkästen und Doppel-T-Trägern. Auf ihnen befindet sich eine 20 cm  starke Stahlbetonplatte, auf der 20 cm starke Stahlbeton-Fertigteilplatten verlegt sind, deren Fugen durch einen besonders elastischen Beton verfüllt sind.
Die Bogenhälften wurden im Freivorbau mit Hilfsabspannung an hohen, auf den Widerlagern stehenden Stahlpfeilern errichtet.